# Charles Mertens de Wilmars
 (mai 2021).
 (mai 2021).
La mise en forme du texte ne suit pas les recommandations de Wikipédia : il faut le « wikifier ».
Les points d'amélioration suivants sont les cas les plus fréquents. Le détail des points à revoir est peut-être précisé sur la page de discussion.
- Les titres sont pré-formatés par le logiciel. Ils ne sont ni en capitales, ni en gras.
- Le texte ne doit pas être écrit en capitales (les noms de famille non plus), ni en gras, ni en italique, ni en « petit »…
- Le gras n'est utilisé que pour surligner le titre de l'article dans l'introduction, une seule fois.
- L'italique est rarement utilisé : mots en langue étrangère, titres d'œuvres, noms de bateaux, etc.
- Les citations ne sont pas en italique mais en corps de texte normal. Elles sont entourées par des guillemets français : « et ».
- Les listes à puces sont à éviter, des paragraphes rédigés étant largement préférés. Les tableaux sont à réserver à la présentation de données structurées (résultats, etc.).
- Les appels de note de bas de page (petits chiffres en exposant, introduits par l'outil «  Source ») sont à placer entre la fin de phrase et le point final[comme ça].
- Les liens internes (vers d'autres articles de Wikipédia) sont à choisir avec parcimonie. Créez des liens vers des articles approfondissant le sujet. Les termes génériques sans rapport avec le sujet sont à éviter, ainsi que les répétitions de liens vers un même terme.
- Les liens externes sont à placer uniquement dans une section « Liens externes », à la fin de l'article. Ces liens sont à choisir avec parcimonie suivant les règles définies. Si un lien sert de source à l'article, son insertion dans le texte est à faire par les notes de bas de page.
- La présentation des références doit suivre les conventions bibliographiques. Il est recommandé d'utiliser les modèles {{Ouvrage}}, {{Chapitre}}, {{Article}}, {{Lien web}} et/ou {{Bibliographie}}. Le mode d'édition visuel peut mettre en forme automatiquement les références.
- Insérer une infobox (cadre d'informations à droite) n'est pas obligatoire pour parachever la mise en page.

Pour une aide détaillée, merci de consulter Aide:Wikification.
Si vous pensez que ces points ont été résolus, vous pouvez retirer ce bandeau et améliorer la mise en forme d'un autre article.
Charles Mertens de Wilmars né à Louvain, le 21 novembre 1921 et décédé à Nederokkerzeel le 27 mai 1994était un psychiatre belge.

## Biographie
Éduqué à l'Université catholique de Louvain, il reçoit le diplôme de Docteur en médecine en 1948 et obtient sa licence en psychologie en 1949. Paul van Gehuchten lui enseigne la neurologie. Il étudie aussi la psychologie expérimentale avec Albert Michotte.
Avec le soutien financier du British Council, il effectue un séjour à l'école médicale de l'Hôpital Maudsley en Angleterre. De 1949 à 1951, il reçoit une bourse de la Belgian American Educational Foundation pour développer ses connaissances sur l'anthropologie psychiatrique à l'Université Cornell, aux États-Unis, où il est professeur invité en 1952. Il est nommé professeur à la Harvard Médical School en 1966 et y occupe la chaire de psychiatrie jusqu'en 1992.
Simultanément à ses activités aux États-Unis, il œuvre à l’Université catholique de Louvain. En 1952, il devient chargé de cours à la Faculté de Médecine. Il est reçu en tant que professeur ordinaire de la Faculté de Médecine et de Psychologie en 1959. À la demande du cardinal Godfried Danneels, il crée à l’Université catholique de Louvain, un centre d'accompagnement psychologique pour les prêtres. En 1987, il prend sa retraite de l’Université catholique de Louvain et y est nommé professeur émérite. La même année, il reçoit un diplôme honorifique de bachelier en théologie.

## Décorations
- Ordre équestre du Saint-Sépulcre de Jérusalem

| Chevalier de l'ordre équestre du Saint-Sépulcre de Jérusalem |